# Communauté de communes du canton de Condé-en-Brie
La  Communauté de communes du canton de Condé-en-Brie est une ancienne structure intercommunale française, située dans le département de l'Aisne.

## Historique
En 1992, la SIDSA regroupait 80 communes de l'Aisne mais en 1995, trois cantons ont décidé de s'organiser sur leur territoire : Charly-sur-Marne,
Neuilly-Saint-Front et Condé en Brie.
La commune de Reuilly-Sauvigny a intégré la communauté de communes le 1er janvier 2014.
Historiquement installée à Condé-en-Brie depuis sa création et ayant besoin d'espace pour ses services, la communauté de communes de Condé-en-Brie a transféré son siège à Courtemont-Varennes en juillet 2015, et officialisé par arrêté préfectorale en janvier 2016.
Par l'arrêté préfectoral n°2016-1080 du 15 décembre 2016, la communauté de communes du canton de Condé-en-Brie est dissoute le 31 décembre 2016 pour fusionner le 1er janvier 2017 avec la communauté de communes du Tardenois et de la communauté de communes de la Région de Château-Thierry et l'intégration de vingt-une communes de la communauté de communes de l'Ourcq et du Clignon (Armentières-sur-Ourcq, Bonnesvalyn, Brumetz, Bussiares, Chézy-en-Orxois, Courchamps, Gandelu, Grisolles, Hautevesnes, La Croix-sur-Ourcq, Latilly, Licy-Clignon, Monthiers, Montigny-l'Allier, Neuilly-Saint-Front, Priez, Rozet-Saint-Albin, Saint-Gengoulph, Sommelans, Torcy-en-Valois et Vichel-Nanteuil), afin de former la communauté d'agglomération de la Région de Château-Thierry.

## Administration

### Liste des présidents
| Période | Période       | Identité         | Étiquette     | Qualité                                                                                    |
| ------- | ------------- | ---------------- | ------------- | ------------------------------------------------------------------------------------------ |
| 1995    | 2008          | Jacques Larangot | UDF puis UMP  | Ancien conseiller général de Condé-en-Brie Ancien maire de Crézancy Maire de Condé-en-Brie |
| 2008    | décembre 2016 | Eric Mangin      | UMP devenu LR | Ancien conseiller général de Condé-en-Brie Maire de Crézancy                               |

## Composition
On retrouve la plupart des communes de l'ancien canton de Condé-en-Brie hormis Mézy-Moulins.
Elle était composée des 26 communes suivantes :

| Nom                         | Code Insee | Gentilé                     | Superficie (km2) | Population (dernière pop. légale) | Densité (hab./km2) |
| --------------------------- | ---------- | --------------------------- | ---------------- | --------------------------------- | ------------------ |
| Courtemont-Varennes (siège) | 02228      | Varennois                   | 5,98             | 353 (2022)                        | 59                 |
| Barzy-sur-Marne             | 02051      | Barzyais                    | 7,55             | 399 (2022)                        | 53                 |
| Celles-lès-Condé            | 02146      | Cellois                     | 3,91             | 94 (2022)                         | 24                 |
| Chartèves                   | 02166      | Chartévois                  | 8,76             | 358 (2022)                        | 41                 |
| Condé-en-Brie               | 02209      | Condéens                    | 4,56             | 658 (2022)                        | 144                |
| Connigis                    | 02213      | Connigeois                  | 5,46             | 318 (2022)                        | 58                 |
| Courboin                    | 02223      | Courboinnais                | 14,07            | 301 (2022)                        | 21                 |
| Crézancy                    | 02239      | Crézançois                  | 7,06             | 1 193 (2022)                      | 169                |
| Dhuys et Morin-en-Brie      | 02458      |                             | 40,03            | 825 (2022)                        | 21                 |
| Jaulgonne                   | 02389      | Jaulgonnais                 | 1,78             | 669 (2022)                        | 376                |
| Monthurel                   | 02510      | Monthurellois               | 3,86             | 137 (2022)                        | 35                 |
| Montigny-lès-Condé          | 02515      | Montigniens ou Ignymontains | 4,77             | 50 (2022)                         | 10                 |
| Montlevon                   | 02518      | Montlevoniciens             | 22,65            | 289 (2022)                        | 13                 |
| Pargny-la-Dhuys             | 02590      | Pargnysiens                 | 12,66            | 172 (2022)                        | 14                 |
| Passy-sur-Marne             | 02595      | Passyas                     | 3,71             | 139 (2022)                        | 37                 |
| Reuilly-Sauvigny            | 02645      | Révillois et Sauvignats     | 6,54             | 213 (2022)                        | 33                 |
| Rozoy-Bellevalle            | 02664      | Rozoyens ou Rosetois        | 6,79             | 120 (2022)                        | 18                 |
| Saint-Eugène                | 02677      | Saint-Eugénois              | 6,75             | 234 (2022)                        | 35                 |
| Trélou-sur-Marne            | 02748      | Trélouiats                  | 20,35            | 948 (2022)                        | 47                 |
| Vallées en Champagne        | 02053      |                             | 41,24            | 590 (2022)                        | 14                 |
| Viffort                     | 02800      | Viffortois                  | 9,83             | 314 (2022)                        | 32                 |

### Compétences
Elle est amenée à intervenir dans les domaines :
Aménagement du territoire; Développement local - tourisme; Environnement, Assainissement; Animation petite enfance et jeunesse; CIAS; Accessibilité aux nouvelles technologies pour tous

## Démographie
| 1968  | 1975  | 1982  | 1990  | 1999  | 2006  | 2011  | 2012  |
| ----- | ----- | ----- | ----- | ----- | ----- | ----- | ----- |
| 6 715 | 6 445 | 6 694 | 7 088 | 7 458 | 7 915 | 8 268 | 8 271 |